# エベニーザー・オフォーリ
エベニーザー・オフォーリ（Ebenezer Ofori 、1995年7月1日 - ）は、ガーナ・クマシ出身のサッカー選手。ガーナ代表。ヴェイレBK所属。ポジションは、ミッドフィールダー。

## 経歴

### クラブ
2013年、AIKソルナに移籍。マンチェスター・ユナイテッドFCとの親善試合で移籍後初出場。
2017年1月31日、VfBシュトゥットガルトに移籍。
2018年2月21日、MLSのニューヨーク・シティFCへ2018シーズン終了までの期限付き移籍をした。2019年1月22日に2019シーズン終了まで期限付き移籍を1年間延長した。
2020年1月、古巣のAIKソルナへ2023年12月までの3年契約で完全移籍した。
2022年1月13日、ヴェイレBKに期限付き移籍。同年6月15日に2年契約で完全移籍した。

### 代表
アフリカネイションズカップ2017参加メンバーに選ばれ、グループステージのエジプト戦で初キャップを記録。試合には0-1で敗れた。2017年6月11日のアフリカネイションズカップ2019予選・エチオピア戦で代表初得点を挙げた。